# Knooppunt Cheratte
De verkeerswisselaar van Cheratte is een Belgisch knooppunt tussen de A3/E25/E40/E42 en de A25/E25 nabij Cheratte. Het is aangelegd als een zwevende rotonde ondanks het drukke verkeer. Het knooppunt is relatief klein bemeten, en vanwege de beperkte ruimte is de rotonde ellipsvormig. Een bijzonderheid  is de manier waarop de rotonde verlaten wordt richting A25/E25. Men moet hier links, dus aan de binnenkant van de rotonde, uitvoegen — in plaats van rechts. Het ietwat vreemde ontwerp kent zijn oorzaak in de beperkte beschikbare ruimte en de relatief grote hoogteverschillen.

## Richtingen Knooppunt

Rijstroken van knooppunt Cheratte

| Aansluitende wegen                | Aansluitende wegen | Aansluitende wegen | Aansluitende wegen | Aansluitende wegen          |
| --------------------------------- | ------------------ | ------------------ | ------------------ | --------------------------- |
|                                   |                    |                    |                    | richting Wezet / Maastricht |
|                                   |                    |                    |                    |                             |
| richting Brussel / Luxemburg      |                    |                    |                    |                             |
|                                   |                    |                    |                    |                             |
| richting Luik / Jupille-sur-Meuse |                    |                    |                    | richting Verviers / Aken    |

Aalbeke · Antwerpen-Centrum · Antwerpen-Haven · Antwerpen-Noord · Antwerpen-Oost · Antwerpen-West · Antwerpen-Zuid · Arquennes · Battice · Beaufays · Beveren · Bois-d'Haine · Brugge · Cerexhe · Charleroi-Nord · Charleroi-Sud · Cheratte · Daussoulx · Destelbergen · Doornik · Familleureux · Fexhe-Slins · Gent-Centrum · Gouy · Grâce-Hollogne · Groot-Bijgaarden · Hautrage · Hauts-Sarts · Heppignies · Heverlee · Hoog-Itter · Houdeng-Goegnies · Jabbeke · Jemappes · Kortrijk-West · Kortrijk-Zuid · Leonardkruispunt · Loncin · Lummen · Machelen · Marcinelle · Marquain · Merelbeke · Moorsele · Neufchâteau · Ranst · Sint-Stevens-Woluwe · Strombeek-Bever · Thiméon · Ville-sur-Haine · Vottem · Wilrijk-Valaar · Zaventem · Zwijnaarde